# Злобин, Сергей Викторович
Сергей Викторович Злобин (род. 14 июля 1963) — советский и украинский самбист и дзюдоист, победитель и призёр первенств СССР среди юношей и юниоров по самбо, серебряный призёр первенства Европы 1982 года по дзюдо среди юниоров, бронзовый призёр чемпионатов СССР по самбо (1987, 1990) и дзюдо (1988), победитель (1989) и бронзовый призёр (1987) розыгрышей Кубка СССР по самбо, бронзовый призёр розыгрыша Кубка мира по самбо 1997 года, чемпион (1993), серебряный (1994) и бронзовый (1993) призёр чемпионатов мира по самбо, Заслуженный мастер спорта Украины. Выступал во второй полусредней весовой категории (до 90 кг). Наставником Злобина был Н. П. Алексахин. Брат-близнец Андрей Злобин также занимался самбо, был бронзовым призёром первенства СССР. В Керчи проводился всеукраинский турнир по самбо на призы Злобина.

## Спортивные результаты
- Кубок СССР по самбо 1987 года — ;
- Чемпионат СССР по самбо 1987 года — ;
- Чемпионат СССР по дзюдо 1988 года — ;
- Кубок СССР по самбо 1989 года — ;
- Чемпионат СССР по самбо 1990 года — ;
- Летняя Спартакиада народов СССР 1991 года — ;